# Colegiata de Fráncfort del Meno

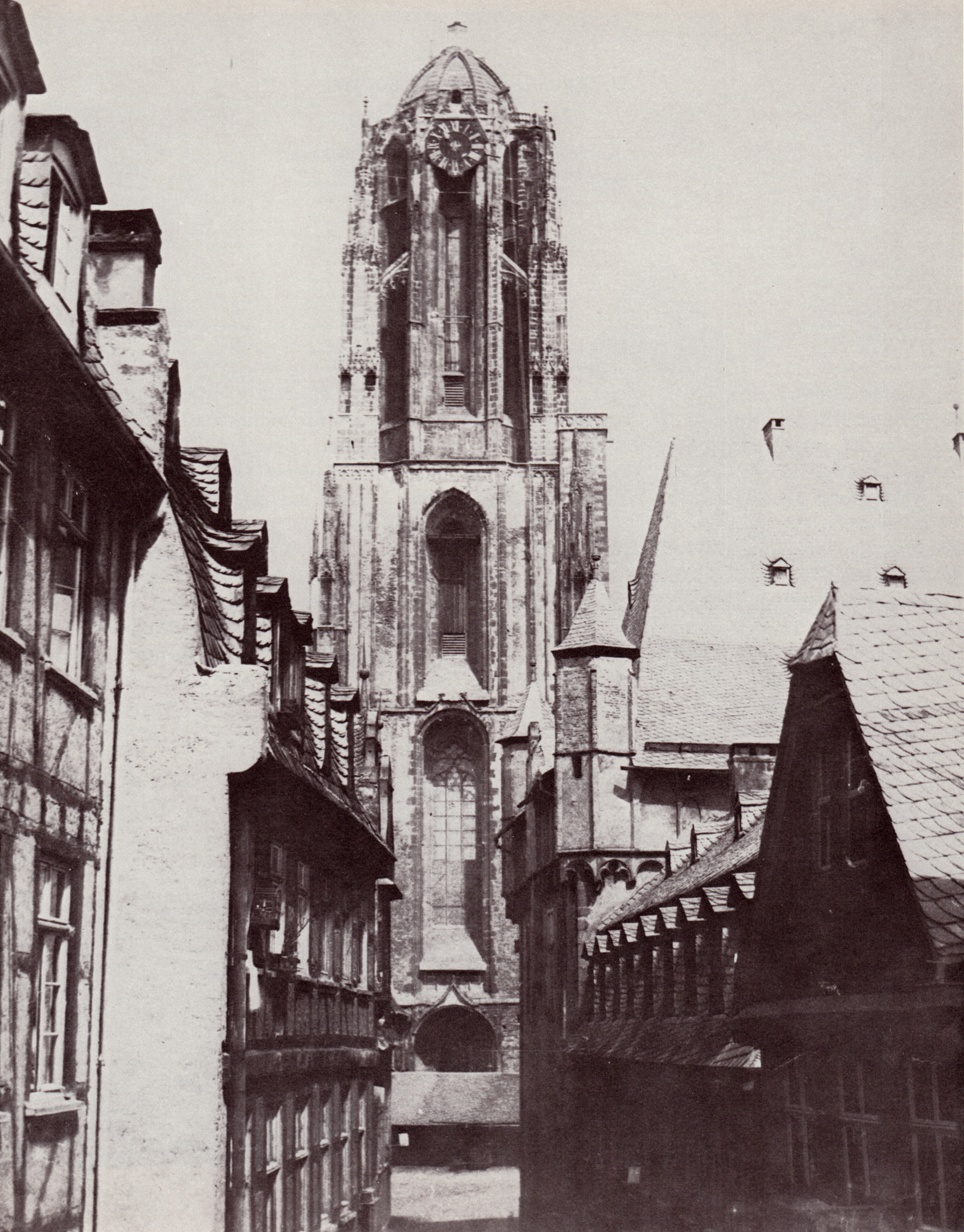
San Bartolomé de Frankfurt: la torre antes del incendio de 1867

La colegiata de San Bartolomé, más conocida como "catedral de Fráncfort" (en alemán: Dom Sankt Bartholomäus) es un edificio gótico situado en Fráncfort del Meno (Alemania). Tiene la distinción de ser una catedral imperial (Kaiserdom, iglesia mayor imperial) por su importancia en el Sacro Imperio Romano Germánico.

## Edificación

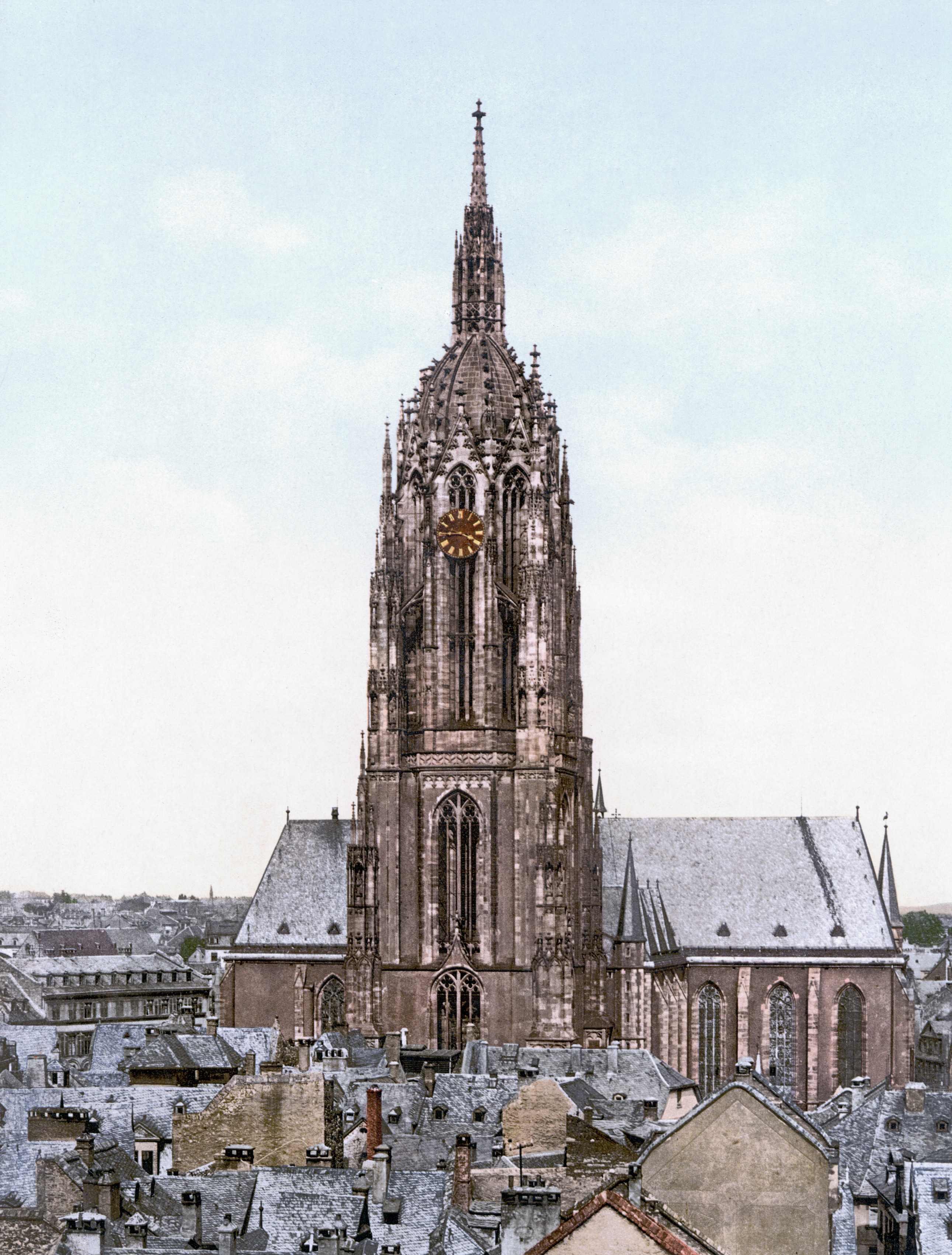
Ciudad de Francfort

La colegiata de Fráncfort es la iglesia principal de la ciudad y fue construida entre los siglos XIV y XV sobre los restos de una iglesia anterior de la época merovingia. Desde 1356 en adelante, los emperadores del Sacro Imperio Romano Germánico fueron elegidos en esta colegiata como reyes de Alemania, y desde 1562 a 1792, se coronaban en ella los emperadores electos. Las elecciones imperiales tenían lugar en la “Wahlkapelle”, una capilla en el lado sur del coro (“Hochchor”), construida con este propósito en 1425 (ver planta), y la unción y coronación de los emperadores tenía lugar ante el altar central —que se cree que contiene parte de la cabeza consagrada de San Bartolomé— en el crucero de la iglesia, a la entrada del coro (ver planta).

## Sitio imperial
La colegiata ha sido símbolo de la unidad nacional de Alemania, especialmente durante el siglo XIX. Aunque nunca ha sido sede episcopal, era la iglesia más grande de Fráncfort del Meno y su papel en la política imperial hizo de esta iglesia uno de los edificios más importantes de la historia imperial, y justificó el uso de la apelación de catedral imperial (Kaiserdom) para la iglesia desde el siglo XVIII (en puridad ese título estaba reservado para las cercanas catedrales románicas de Maguncia, Espira y Worms).

## SiglosXIXyXX
En 1867 la catedral fue destruida por un fuego y reconstruida en el estilo actual.
Entre octubre de 1943 y marzo de 1944 la ciudadela de Fráncfort del Meno, la ciudad gótica más grande de Europa Central, fue destruida por seis bombardeos de las Fuerzas Aliadas. La devastación física de la vieja ciudad imperial intentaba reducir el apoyo popular a la guerra. Las mayores pérdidas tuvieron lugar el 22 de marzo de 1944. Más de mil edificios de la ciudad antigua, la mayoría casas de madera, fueron destruidos.
La catedral sufrió daños graves y el interior se quemó por completo. Fue reconstruida en la década de 1950. La altura de la colegiata es de 95 m.